# Сомалија на Светском првенству у атлетици на отвореном 2019.
Сомалија је учествовала на 17. Светском првенству у атлетици на отвореном 2019. одржаном у Дохи од 27. септембра до 6. октобра петнаести пут. Репрезентацију Сомалије представљао је један атлетичар који се такмичио у трци на 1.500 метара ,
На овом првенству такмичар Сомалије није освојио ниједну медаљу али је оборио лични рекорд.

## Учесници
Мушкарци:
- Абдулахи Јама Мохамед — 1.500 м

## Резултати

### Мушкарци
| Атлетичар             | Дисциплина | Лични рекорд | Квалификације | Квалификације | Полуфинале           | Полуфинале           | Финале               | Финале       | Детаљи |
| Атлетичар             | Дисциплина | Лични рекорд | Резултат      | Место         | Резултат             | Место                | Резултат             | Место        | Детаљи |
| --------------------- | ---------- | ------------ | ------------- | ------------- | -------------------- | -------------------- | -------------------- | ------------ | ------ |
| Абдулахи Јама Мохамед | 1.500 м    | 3:39,97      | 3:40,84       | 12. у гр. 3   | Није се квалификовао | Није се квалификовао | Није се квалификовао | 35 / 43 (45) |        |